# Comuna Horoșe, Sloveanoserbsk
Horoșe (în ucraineană Хороше) este o comună în raionul Sloveanoserbsk, regiunea Luhansk, Ucraina, formată din satele Horoșe (reședința), Novohrîhorivka, Pahalivka, Petrovenkî și Stepove.

## Demografie
Componența lingvistică a comunei Horoșe
     Ucraineană (62,5%)
     Rusă (37,31%)
     Alte limbi (0,11%)
Conform recensământului din 2001, majoritatea populației comunei Horoșe era vorbitoare de ucraineană (62,5%), existând în minoritate și vorbitori de rusă (37,31%).